# Eidsvold Turn Fotball
L'Eidsvold Turnforening, meglio noto come Eidsvold Turn, è una società calcistica norvegese con sede nella città di Eidsvoll.

## Storia
La società è stata fondata il 29 aprile 1910. La squadra utilizzava la denominazione Eidsvold Idrætslag, ma già due anni dopo la fondazione il nome fu cambiato. Nel 1916, l'Eidsvold Turn ha iniziato a giocare al Myhrer Stadion. L'Eidsvold Turn ha disputato dieci stagioni al massimo livello dilettantistico norvegese.

## Palmarès

### Competizioni nazionali
- 3. divisjon: 2

2016 (gruppo 9), 2023 (gruppo 2)